# 감사성찬례
감사성찬례(Eucharist)는 성공회에서 행하는 기독교 전례를 말한다. 1965년판 성공회 공동기도문(공도문)에서는 미사라고 했으나, 2004년 성공회 기도서가 개정되면서 Eucharist를 번역한 감사성찬례를 성찬례를 뜻하는 전례용어로 사용하고 있다.
성공회 감사성찬례는 말씀전례와 성찬전례가 균형을 이룬 초대교회의 예배양식에 따라 입당 예식, 말씀의 전례, 성찬의 전례, 파송 예식순서로 집전된다. 현재 대한 성공회에서는 성공회 기도서 또는 감사성찬례만 발췌한 기도서(대한 성공회 출판부)를 사용한다.

## 감사성찬례 순서

### 1965년판 성공회 공동기도문(공도문)의 미사양식
다음은 1980년 대한성공회 전국의회 결의에 따라 허용된 미사양식이다. 현재는 미사라는 용어 대신 "감사성찬례"를 사용하고 있다. 미사는 성공회의 예배 예식 전체를 의미하기에 적합한 단어가 아니므로 Eucharist(그리스도의 죽음을 기억하는 감사의 제사)를 번역한 감사성찬례라는 말을 쓴다.

#### 말씀의 전례
- 입당찬미
- 개회기도
- 기리에
- 영광송 : 사순절이외의 모든 주일과 성탄절에 할 수 있다.(생략가능)
- 본기도
- 구약성경
- 서신성경
- 복음성경
- 설교
- 니케아 신경
- 신자들의 기도
- 십계명
- 죄의 고백

#### 성찬의 전례
- 평화의 인사
- 봉헌례
- 성찬기도
- 주의 기도
- 하느님의 어린양(Agnus Dei)을 부르면서 면병을 뗀다.
- 성찬으로의 초대
- 영성체
- 성체후 기도
- 축복기도
- 파송

### 2004년 개정 이후 성공회 기도서의 감사성찬례양식
다음은 2004년 개정되고 2018년에 일부 내용이 변화한 성공회 기도서에 나온 감사성찬례 양식이다. 세계교회협의회의 페루 리마총회 폐회예배양식 즉, 에큐메니컬 전례인 리마전례의 영향을 받았다.
성공회 기도서에 따르면, 감사성찬례는 1형식과 2형식이라는 2개의 전례 양식을 사용할 수 있다고 한다. 여기서는 대한성공회 서울주교좌성당 등에서 주로 사용하는 1형식을 주로 언급한다.

#### 개회예식
개회 예식은 회중이 모두 일어선 상태에서 진행한다.
- 입당성가

입당성가는 감사성찬례의 시작을 알리는 성가를 말한다.입당성가와 함께 교회력절기에 맞추어 예복을 갖춘 집전자와 복사가 성공회 성당에 들어와 미사를 집전하는 제대를 향해 걸어간다. 이때 집전자와 복사는 제대에 서기 전, 그리스도에 대한 경배의 표현으로 제대와 십자고상을 향해 경배를 표시한다.
- 정심기도 (단, 이 부분은 1형식에서만 사용한다.)

집전자는 그날 감사성찬례의 특별한 의미를 언급할 수 있으며, 집전자는 성공회 기도서에 규정된 정심기도문을 읽는다. 이에 회중은 "아멘"으로 화답한다.
- 죄의 고백과 용서의 선포

합당한 감사성찬례를 하느님께 봉헌하기 위해서 하느님께 죄를 고백하는 전례이다. 잠시 죄를 생각하며 뉘우칠 시간을 위하여 잠시 침묵과 묵상이 이어진 뒤, 죄를 반성하는 내용의 기도문을 읽게된다. 이어 감사성찬례의 집전자인 사제 또는 주교는 죄의 용서를 선언한다.
- 기원송가 (단, 이 부분은 1형식에서만 사용한다.)

기리에, 거룩하신 하느님, 우리에게 오시어, 영광송 중 하나를 택하여 부른다. 다만 성공회 성가집에는 영광송과 기리에와 성찬의 전례에서 부르는 거룩하시다와 하느님의 어린양은 같은 곡이라고 하더라도 다양한 판본의 반주가 있기 때문에, 각 반주 판본마다 곡조가 조금씩 다르며, 흔히 A곡, B곡, C곡등의 표현을 사용해서 구별한다.

#### 말씀의 전례
말씀의 전례 부분에서는 앉는 순서와 서는 전례가 모두 있다.
- 본기도 (선다)

집전자에 의해서 선언되는 교회의 공적인 기도를 말한다. 집전자는 성공회 기도서의 내용을 따르기 때문에 모든 성공회 교회가 같은 내용의 본기도를 드린다.
- 제1독서 (앉는다)

전례봉사자가 성서를 낭독하는 전례를 말한다. 주로 구약성서를 읽는다. 다만, 부활절기에는 사도 행전을 읽는다. 이때 청중은 "하느님께 감사합니다."라고 말함으로써 하느님의 말씀이 예수공동체에 선언됨에 따른 감사를 표한다. 물론 독서때 전례봉사자가 읽는 성경 구절은 성서정과에 나온 성서의 장절을 기준으로 한다.
- 성시(聖詩) (앉는다)

시편에 곡을 붙여서 하느님을 찬양하는 전례를 말한다. 이때 선창자가 먼저 시편을 부르고, 청중은 이를 따라감으로서 하느님을 찬양하며, "영광이 성부와 성자와 성령께, 처음과 같이 지금도 그리고 영원히. 아멘"으로 마무리한다.
- 제2독서 (앉는다)

제1독서와 달리 신약성서, 주로 서신서를 읽는것을 빼면 제1독서와 같다.
- 층계성가 (앉는다)

층계성가는 서신서와 복음서 낭독 사이에 부르는 성가를 말한다.
- 복음서 (선다)

복음서는 집전자, 특히 부제가 신약성서의 복음서를 낭독하는 전례를 말한다. 이때 집전자는 '이것은 성 ○○가(이) 전한 거룩한 복음입니다.'라고 선언한 뒤 복음서의 내용을 읽으며, 청중은 십자성호를 그으면서 '주님께 영광을 드립니다.'라고 화답한다. 물론 이때 집전자가 읽는 복음서 구절은 성경 구절을 교회력에 따라 배치한 성서정과에 나온 성서의 장절을 기준으로 한다.
- 설교 (앉는다)

언제나 집전자가 직접 설교하는 것은 아니다.
- 니케아 신경/사도신경 (앉는다)

초대교회때부터 내려져온 신경을 읽는 시간이다. 사도신경을 읽는 경우도 있으며, 니케아 신경은 성공회 규정에 따르면 교송할 수 있다고 한다.
- 신자들의 기도 (앉는다)

교회, 사회, 별세자를 위한 기도이다. 교구장(주교)와 성직자와 세상의 정의를 위하여 기도하며, 부활을 기다리는 별세자들이 영원한 안식을 얻게 되기를 위해서도 기도한다. 전례봉사자가 대표로 기도한다. 이때 감사성찬례가 열리는 날의 상황등에 따라 전례봉사자는 그날에만 특별히 언급하는 기도 내용을 꺼낼 수 있다.
1형식에서는 3개의 양식, 2형식에서는 1개의 양식이 존재한다.

#### 성찬의 전례
성찬의 전례에서는 앉는 전례와 서는 전례 모두 있으며, 성찬기도의 경우 중간에 앉는다.
- 평화의 인사 (선다)

십자가로 평화를 이룬 그리스도의 모범을 따라서 신도들이 서로 인사를 나누는 전례이다.
- 봉헌성가 (선다)

봉헌은 하느님께 물질을 드리는 전례를 말한다. 이때 예수공동체에서 부르는 성가가 봉헌성가이다.
- 성찬기도 (선채로 시작하다 '거룩하시다' 이후에 앉는다)

총 5가지 성찬기도 양식이 존재하여 흔히 1양식, 2양식, 3양식, 4양식이라고 통칭한다. 단, 2형식에서는 5양식만 사용한다. 집전자가 성찬의 전례를 집전하면서 면병과 포도주를 축성하는 기도를 말한다. '마음을 드높이'로 시작한다. 잠시 거룩하시다를 부른 뒤, 이후 "그리스도는 죽으셨고, 그리스도는 부활하셨고, 그리스도는 다시 오십니다"라는 기도문을 회중이 곡조에 맞춰서 화답한다. 성공회 기도서가 처음 만들어졌을때의 원본 성찬기도 양식은 현재 1양식으로 계승하여 지키고 있다. 또한 3양식은 별세기념일 성찬례에서 사용할 것을 권하고 있다.
- 거룩하시다 (상투스,Sanctus) (선다)

'거룩하시다, 거룩하시다, 거룩하시도다'로 시작하는 성가이다. 이사야 6장 1~3절에 근거하며 유대교의 예배에서 사용되었다. 기독교에서는 3세기에 '거룩하시다.'를 예배 즉, 전례에 포함시켰다.
- 주의 기도 (앉는다)

주의 기도를 읽을 것을 알릴때 집전자는 "우리 구세주 그리스도께서 가르치신 대로 기도합시다"를 먼저 꺼내고 회중들은 기도문을 다 같이 읽는다. 주의 기도는 마태오 복음서 6장 9절부터 13절까지의 구절을 그대로 읽는다.
- 하느님의 어린 양 (Agnus Dei) (앉는다)

하느님의 어린양은 라틴어 Agnus Dei를 번역한말로써 Agnus는 양,Dei는 하느님의라는 의미이며, 예수를 하느님의 어린양으로 묘사한 이사야 53장 7절과 요한복음 1장 29절의 언급을 근거로한 전례용어이다. 감사성찬례시 집전자와 청중은 노래나 말로써 하느님의 어린양 예수에게 기도를 드린다.
- 영성체 (성만찬) (선다)

성만찬에 따라 성체와 성혈을 베푸는 의식이다. 회중은 공손히 성체와 성혈을 받아먹으며, 집전자가 성체를 나눠줄때 "그리스도의 성체"를 말하며, 회중은 "아멘"으로 화답한다. 성혈은 가끔 보혈조력이라고 하는 평신도 봉사자가 성혈을 모시는 경향도 있으며, 이때는 "그리스도의 보혈"을 말하며 회중인 이때도 "아멘"으로 화답한다. 영어로는 성체와 보혈을 나누는 거룩한 교제, 상통이라는 뜻으로 Communion이라고 한다.
- 영성체 후 기도 (선다)

그리스도의 성체와 보혈을 모시는 영성체후에 드리는 기도이다. 그리스도의 보혈과 성체를 먹여주심에 감사하며, 사랑안에서 상통/교제하며 주님이 명하신 일을 행하게 해주실 것을 기도한다.

#### 파송예식
- 축복기도 (선다)

집전자는 축복을 비는 기도를 한다.
- 파송 (선다)

집전자가 "나가서 주님의 복음을 전합시다(혹은 평화를 이룹시다, 사랑을 나눕시다)"을 꺼내면, 회중은 "그리스도의 이름으로, 아멘"으로 화답한다.
다만, 부활절부터 성령강림절까지는 집전자가 "나가서 주님의 부활을 전합시다. 알렐루야. 알렐루야."를 꺼내야 하며, 이럴때는 회중은 "아멘" 대신 "알렐루야"로 화답한다.
- 교회소식 (앉는다)

보편적으로 축복기도와 파송성가 사이에 위치한다. 주로 신자회장이 소식을 전한다.
- 파송성가 (선다)

감사성찬례를 마치면서 성가를 부르며, 집전자와 복사, 십자고상등이 성전 바깥으로 나가게 된다.

## 같이 보기
- 성공회